# Apollo: Atmospheres and Soundtracks
Apollo: Atmospheres and Soundtracks är ett musikalbum av Brian Eno, med hans bror Roger Eno och den kanadensiske musikern och producenten Daniel Lanois, som släpptes 1983. Musiken gjordes för en film om månlandningen men har under åren också använts i massvis med andra filmer och TV- och radioprogram.

## Låtlista
1. "Under Stars" (Brian Eno/Daniel Lanois) - 4:30
2. "The Secret Place" (Daniel Lanois) - 3:29
3. "Matta" (Brian Eno) - 4:19
4. "Signals" (Brian Eno/Daniel Lanois) - 2:46
5. "An Ending (Ascent)" (Brian Eno) - 4:26
6. "Under Stairs II" (Brian Eno/Daniel Lanois) - 3:22
7. "Drift" (Brian Eno/Roger Eno) - 3:09
8. "Silver Morning" (Daniel Lanois) - 2:39
9. "Deep Blue Day" (Brian Eno/Roger Eno/Daniel Lanois) - 3:58
10. "Weightless" (Brian Eno/Roger Eno/Daniel Lanois) - 4:35
11. "Always Returning" (Brian Eno/Roger Eno) - 4:04
12. "Stars" (Brian Eno/Daniel Lanois) - 8:00